# أوراق نقدية من الدولار الأسترالي
إصدرت أوراق الدولار الأسترالي لأول مرة من قبل بنك الاحتياطي الأسترالي في 14 فبراير 1966، عندما تحولت أستراليا إلى العملة العشرية واستبدلت الجنيه الإسترليني بالدولار. كانت هذه العملة أسهل بكثير في الحساب مقارنة بالجنيه الأسترالي السابق الذي كان يساوي 20 شلنًا أو 240 بنسًا.

## السلسلة الأولى (ورقية)
كان للدولار الواحد (10/-)، والدولاران (1 جنيه إسترليني)، والعشرة دولارات (5 جنيهات إسترلينية)، والعشرون دولارًا (10 جنيهات إسترلينية) أسعار صرف دقيقة بالجنيه الإسترليني، وكان لونها مشابهًا للون الأوراق النقدية التي حلت محلها، ولكن الخمسة دولارات (بقيمة 2 10 جنيهات إسترلينية) لم يكن كذلك، ولم تقدم حتى مايو 1967 عندما أصبح الجمهور أكثر دراية بالعملة العشرية. صممت الملاحظات الأصلية بواسطة جوردون أندروز، الذي رفض الكليشيهات الأسترالية التقليدية لصالح مواضيع مثيرة للاهتمام ومألوفة مثل الثقافة الأسترالية الأصلية، والنساء، والبيئة، والهندسة المعمارية والطيران.
الأوراق النقدية الصادرة بين عامي 1966 و1973 حملت عنوان "كومنولث أستراليا". ابتداءً من عام 1974، كان عنوان الأوراق النقدية الجديدة هو "أستراليا" فقط، كما تغيرت عبارة العطاء القانوني من "العطاء القانوني في جميع أنحاء كومنولث أستراليا وأقاليم الكومنولث" إلى "هذه الورقة النقدية الأسترالية هي عطاء قانوني في جميع أنحاء أستراليا وأقاليمها".
طرحت ورقة نقدية بقيمة 50 دولارًا في عام 1973 وورقة نقدية بقيمة 100 دولار في عام 1984، استجابة للتضخم الذي يتطلب فئات أكبر للمعاملات. استبدلت ورقة النقد بقيمة 1 دولار بعملة معدنية بقيمة 1 دولار في عام 1984، في حين استبدلت ورقة النقد بقيمة 2 دولار بعملة معدنية أصغر بقيمة 2 دولار في عام 1988. على الرغم من عدم طباعتها بعد الآن، لا تزال جميع الأوراق النقدية السابقة للدولار الأسترالي تعتبر عملة قانونية.
| الصورة | الصورة | القيمة | الأبعاد       | الألوان                           | الوصف                    | الوصف                   | تاريخ التداول |
| الأمام | الخلف  | القيمة | الأبعاد       | الألوان                           | الأمام                   | الخلف                   | تاريخ التداول |
| ------ | ------ | ------ | ------------- | --------------------------------- | ------------------------ | ----------------------- | ------------- |
|        |        | $1     | 140 × 70 mm   | البني والبرتقالي                  | الملكة اليزابيث الثانية  | ديفيد مالانجي (عمل فني) | 1966–1984     |
|        |        | $2     | 145 × 72.5 mm | الأخضر والأصفر                    | جون ماكارثر              | ويليام فرير             | 1966–1988     |
|        |        | $5     | 150 × 75 mm   | بنفسجي فاتح                       | جوزيف بانكس              | كارولين تشيشولم         | 1967–1992     |
|        |        | $10    | 155 × 77.5 mm | الأزرق والبرتقالي                 | فرانسيس جرينواي          | هنري لوسون              | 1966–1993     |
|        |        | $20    | 160 × 80 mm   | الأحمر والأصفر (البرتقالي الخلفي) | تشارلز إدوارد كينغسفورد  | لورانس هارغريف          | 1966–1994     |
|        |        | $50    | 165 × 82.5 mm | الأصفر والأزرق والبني والأخضر     | هوارد فلوري، بارون فلوري | السير إيان كلونيز روس   | 1973–1995     |
|        |        | $100   | 172 × 82.5 mm | سمائي والرمادي                    | السير دوغلاس ماوسون      | جون تيبوت               | 1984–1996     |
|        |        |        |               |                                   |                          |                         |               |

## ورقة نقدية تذكارية من البوليمر بقيمة 10 دولارات
في عام 1988، أصدر بنك الاحتياطي الأسترالي أوراقًا نقدية بلاستيكية بقيمة 10 دولارات. إنتجت الأوراق النقدية المصنوعة من البوليمر البولي بروبيلين بواسطة شركة Note Printing Australia، لإحياء ذكرى مرور مائتي عام على الاستيطان الأوروبي في أستراليا. احتوت هذه الأوراق النقدية على "نافذة" شفافة تحمل صورة للكابتن جيمس كوك باستخدام جهاز بصري متغير حيودي (DOVD) كخاصية أمنية. كانت الأوراق النقدية الأسترالية هي الأولى في العالم في استخدام مثل هذه الميزات. تحتوي جميع الأوراق النقدية الأسترالية الحالية أيضًا على طباعة دقيقة لمزيد من الأمان.
| 10 دولارات                                                                                               | سفينة HMS <i id="mw_w">Supply</i> راسية في خليج سيدني | الثقافة والشعوب الأصلية الأسترالية | 155 × 77.5 مم |  | الأخضر والبرتقالي والأصفر | كابتن كوك |  |  | 26 يناير 1988 |
| تقاس هذه الصور بمعدل 0.7 بكسل لكل ملليمتر. للحصول على معايير الجدول، راجع جدول مواصفات الأوراق النقدية . |                                                       |                                    |               |  |                           |           |  |  |               |
| ملاحظات                                                                                                  |                                                       |                                    |               |  |                           |           |  |  |               |

## السلسلة الثانية (البوليمر)
كانت هناك صعوبات أولية مع إصدار أول ورقة نقدية مصنوعة من البوليمر؛ حيث واجهت ورقة العشرة دولارات مشاكل تتعلق بانفصال ميزة الأمان الثلاثية الأبعاد عن الورقة النقدية نفسها. ومع ذلك، رأى بنك الاحتياطي إمكانية في إصدار الأوراق النقدية البلاستيكية وبدأ الاستعدادات لسلسلة جديدة تمامًا مصنوعة من البوليمر، بدءًا من ورقة نقدية بقيمة 5 دولارات في عام 1992. اليوم، أصبحت كافة الأوراق النقدية الأسترالية مصنوعة من البوليمر. كما قام البنك الاحتياطي أيضًا بتغيير الأفراد المصورين على العملة، ليصبح واحدًا من خمس دول أخرى فقط في العالم تصور عددًا أكبر من النساء مقارنة بالرجال على أوراقها النقدية.
في أبريل 1995، تحدث تصميم الأوراق النقدية بقيمة 5 دولارات لتتناسب مع بقية سلسلة الأوراق النقدية الجديدة، مع تغييرات طفيفة إضافية في عام 1996. في عام 2001، إنتجت ورقة نقدية تذكارية خاصة بقيمة 5 دولارات " الاتحادية "، ولكن في عام 2002، بدأ إنتاج الإصدار السابق مرة أخرى. اعتبارًا من عام 2002، تغير تصميم جميع الأوراق النقدية (باستثناء ورقة الخمسة دولارات التي تحمل صورة الملكة) قليلاً لتشمل أسماء الأشخاص الموجودين في الصورة أسفل الصور، وتبديل ترتيب توقيعات المسؤولين على الأوراق النقدية.
| ملحوظة         | الصورة | الصورة | تصميم الوجه             | تصميم العكس                         | الأبعاد 4 (مم)    | الوزن 4 (غم) | اللون الأصلي | صورة النافذة           | النقش 5     | الطباعة   | الإصدار       |
| ملحوظة         | الأمام | الخلف  | تصميم الوجه             | تصميم العكس                         | الأبعاد 4 (مم)    | الوزن 4 (غم) | اللون الأصلي | صورة النافذة           | النقش 5     | الطباعة   | الإصدار       |
| -------------- | ------ | ------ | ----------------------- | ----------------------------------- | ----------------- | ------------ | ------------ | ---------------------- | ----------- | --------- | ------------- |
| $5 original1   |        |        | الملكة إليزابيث الثانية | مبنى البرلمان، مبنى البرلمان القديم | 130 × 65 × 0.1130 | 0.764        | أرجواني باهت | زهرة اللبان            |             | 1992–1993 | 7 Jul 1992    |
| $5 recoloured  |        |        | الملكة إليزابيث الثانية | مبنى البرلمان، مبنى البرلمان القديم | 130 × 65 × 0.1256 | 0.783        | بنفسجي، وردي | زهرة اللبان            |             | 1995–2015 | 24 April 1995 |
| $5 Federation2 |        |        | هنري باركس              | كاثرين سبينس                        | 130 × 65 × 0.1259 | 0.815        | بنفسجي، وردي | نافذة على شكل ورقة شجر | "5"         | 2001      | 1 Jan 2001    |
| $103           |        |        | بانجو باترسون           | ماري جيلمور                         | 137 × 65 × 0.1294 | 0.841        | أزرق         | طاحونة هوائية          | خطوط متموجة | 1993–2015 | 1 Nov 1993    |
| $20            |        |        | ماري ريبي               | جون فلين                            | 144 × 65 × 0.1332 | 0.900        | أحمر/برتقالي | بوصلة                  | "20"        | 1994–2013 | 31 Oct 1994   |
| $50            |        |        | ديفيد يونايبون          | إديث كوان                           | 151 × 65 × 0.1400 | 0.955        | أصفر         | الصليب الجنوبي         | "50"        | 1995–2016 | 4 Oct 1995    |
| $100           |        |        | نيلي ميلبا              | جون موناش                           | 158 × 65 × 0.1408 | 1.006        | الأخضر       | طائر القيثارة          | "100"       | 1996–2017 | 15 May 1996   |

## السلسلة الثالثة (البوليمر)
في 13 فبراير 2015، أعلن بنك الاحتياطي الأسترالي أن السلسلة التالية من الأوراق النقدية الأسترالية ستحتوي على ميزة لمسية لمساعدة مجتمع ضعاف البصر على معرفة قيمة الورقة النقدية بعد حملة ناجحة قادها كونور ماكليود البالغ من العمر 15 عامًا، وهو كفيف، لتقديم الميزة الجديدة. وتحتفظ الأوراق النقدية بالجوانب الرئيسية لتصميم السلسلة السابقة مثل اللون والحجم والأشخاص الذين صوروهم لسهولة التعرف عليهم وتقليل الاضطراب في الأعمال التجارية.
تتضمن الورقة النقدية الجديدة بقيمة 5 دولارات ميزة اللمس و إصدرت في 1 سبتمبر 2016، تزامنًا مع اليوم الوطني الأسترالي، تلاها الورقة النقدية الجديدة بقيمة 10 دولارات في 20 سبتمبر 2017. إصدرت ورقة نقدية جديدة بقيمة 50 دولارًا للتداول في 18 أكتوبر 2018، تلتها ورقة نقدية جديدة بقيمة 20 دولارًا في 9 أكتوبر 2019، و إصدرت ورقة نقدية جديدة بقيمة 100 دولار في 29 أكتوبر 2020. لا يخطط البنك الاحتياطي حاليًا لإصدار أوراق نقدية من السلسلة الرابعة بفئات أعلى من 100 دولار، على الرغم من حجم التضخم الذي حدث منذ طرح ورقة الـ 100 دولار في عام 1984.
في مايو 2019، أكد بنك الاحتياطي أن ورقة الخمسين دولارًا تحتوي على خطأ إملائي في كلمة "مسؤولية" على التصميم الخلفي، وهو خطأ مطبعي سيصحح في الطبعات المستقبلية.
أُعلن في 2 فبراير 2023 أن الورقة النقدية الجديدة بقيمة 5 دولارات لن تحمل صورة تشارلز الثالث، بل تصميمًا أصليًا. قال وزير الخزانة جيم تشالمرز: "سوف تظل صورة الملك موجودة على العملات المعدنية، ولكن ورقة الخمسة دولارات ستقول المزيد عن تاريخنا وتراثنا وبلدنا، وأنا أرى ذلك كأمر جيد".
| القيمة | الصورة | الصورة | التصميم                 | التصميم       | الأبعاد1 (مم) | الوزن1 (غم) | اللون الأصلي | صورة النافذة                | النقش 3     | الطبع         | الإصدار           |
| القيمة | الأمام | الخلف  | الأمام                  | الخلف         | الأبعاد1 (مم) | الوزن1 (غم) | اللون الأصلي | صورة النافذة                | النقش 3     | الطبع         | الإصدار           |
| --- | ------ | ------ | ----------------------- | ------------- | ------------- | ----------- | ------------ | --------------------------- | ----------- | ------------- | ----------------- |
| $5 |        |        | الملكة إليزابيث الثانية | مبنى البرلمان | 130 × 65      | غير معروف   | بنفسجي       | نافذة من الأعلى إلى الأسفل2 | نجم الاتحاد | الطباعة حاليا | 1 September 2016  |
| $10 |        |        | بانجو باترسون           | ماري جيلمور   | 137 × 65      | غير معروف   | أزرق         | نافذة من أعلى إلى أسفل      | سن القلم    | الطباعة حاليا | 20 September 2017 |
| $20 |        |        | ماري ريبي               | جون فلين      | 144 × 65      | 0.82g       | أحمر         | نافذة من أعلى إلى أسفل      | بوصلة       | الطباعة حاليا | 9 October 2019    |
| $50 |        |        | ديفيد يونايبون          | إديث كوان     | 151 × 65      | غير معروف   | أصفر         | نافذة من أعلى إلى أسفل      | كتاب        | الطباعة حاليا | 18 October 2018   |
| $100 |        |        | نيلي ميلبا              | جون موناش     | 158 × 65      | غير معروف   | أخضر         | نافذة من أعلى إلى أسفل      | مروحة       | الطباعة حاليا | 29 October 2020   |
| |        |        |                         |               |               |             |              |                             |             |               |                   |
| ملاحظات 1. سمك ووزن الأوراق النقدية ±٥٪ لكل ١٠٠٠ ورقة نقدية. 2. نافذة بوليمر شفافة جديدة تمتد من أعلى الورقة النقدية إلى أسفلها، وهي شفافة تمامًا. 3. النقش بارز داخل النافذة الصغيرة. 4. توجد كتلتان من النصوص الصغيرة على الوجه الخلفي لورقة الخمسة دولارات من السلسلة الرابعة، تحتوي على مقتطفات من دستور أستراليا. |        |        |                         |               |               |             |              |                             |             |               |                   |